# Cherry bomb

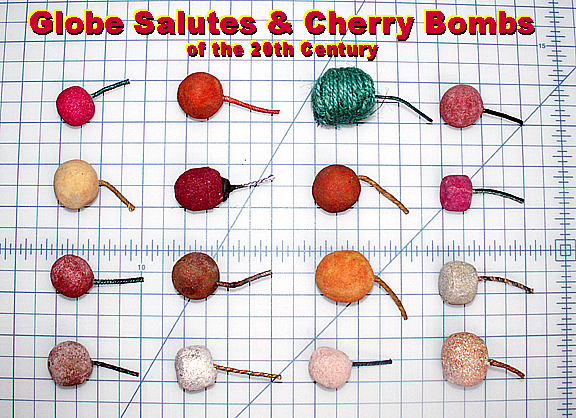
Cherry bombs aus den USA

Eine Cherry bomb (deutsch: 'Kirschbombe') ist ein Feuerwerkskörper, der in vielen Ländern als illegales Feuerwerk eingestuft ist.

## Beschreibung
Cherry bombs sind gewöhnlich rund, haben einen Durchmesser von ungefähr 2,5 cm, sind rot gefärbt mit einer grünen Zündschnur. Sie enthalten einen Kern, der aus einem Blitzknallsatz, einer Schicht Sägemehl und einer Schicht Natriumsilikat gebildet wird (vergl. Blendgranate).

## Illegalität
Cherry bombs wurden wegen des lauten Knalls und der starken Explosionskraft gerne von Jugendlichen verwendet. Wegen der hohen Konzentration von Explosivstoffen (ein mehrfaches normaler Knallkörper) und damit verbundenen Verletzungsgefahr wurden in den Vereinigten Staaten und vielen anderen Ländern, so auch in Deutschland, die originalen Cherry bombs als illegales Feuerwerk eingestuft und dürfen nicht mehr verkauft werden. In den USA dürfen die noch erhältlichen Produkte höchstens 50 mg Explosivstoffe pro Stück enthalten.